# Nový Telečkov
Nový Telečkov è un comune della Repubblica Ceca facente parte del distretto di Třebíč, nella regione di Vysočina.